# Старі Гарти
Старі́ Га́рти — лісовий заказник місцевого значення в Україні. Розташований на території Звягельського району Житомирської області, на південний захід від села Жубровичі. 
Площа 159 га. Статус присвоєно згідно з рішенням облвиконкому від 01.02.1988 року № 27. Перебуває у віданні ДП «Ємільчинське ЛГ» (Гартівське лісництво, кв. 8, 9). 
Статус присвоєно для збереження частини лісового масиву з цінними насадженнями дуба; у домішку — сосна, береза.